# Младост (хижа в област Стара Загора)
Вижте пояснителната страница за други значения на Младост.
Хижа Младост се намира в седловината между върховете Атово падало и Караджова кула, в Тревненската планина, дял от Средна Стара планина. Представлява триетажна постройка с капацитет 48 места. В съседство се намира ведомствена хижа Бедека. До хижата може да се стигне по асфалтиран път. Хижа Младост е пункт от европейски маршрут E3 (Ком - Емине).

## Съседни обекти
| Изходни точки    | Изходни точки |
| ---------------- | ------------- |
| град Габрово     | 2,30 ч.       |
| град Шипка       | 3,00 ч.       |
| Шипченски проход | 3,15 ч.       |
| град Крън        | 3,45 ч.       |
| село Енина       | 4,15 ч.       |
| село Кръстец     | 4,30 ч.       |
| Хижи             |               |
| Бузлуджа         | 0,45 ч.       |
| Грамадлива       | 8,00 ч.       |